# Teatro Fundadores
El Teatro Fundadores es el teatro más grande de la ciudad de Manizales, con capacidad para 1900 personas, posee varias salas, se ubica en el Parque del mismo nombre sobre la Avenida Santander, entre la carrera 21 y la calle 33, inaugurado en 1965, su diversos espacios permite la realización de gran variedad de eventos.

## Historia
El edificio del Teatro Los Fundadores fue construido entre 1959 y 1965, el coordinador del proyecto de construcción fue el arquitecto Jorge Gutiérrez Duque. Entre el 22 y el 31 de octubre de 1965, fue inaugurado con diversos espectáculos artísticos y culturales, tales como: El Ballet de Bellas Artes de Cali, la Orquesta de Cámara de Estocolmo y la Orquesta Sinfónica Nacional, Conferencias, Recitales, etc. Así mismo el 31 de octubre del mismo año, se inauguró como Sala de Cine con la película CLEOPATRA.
Luego el Teatro debió cerrarse después de un temblor que estremeció la ciudad y que le ocasionó daños a su estructura el 23 de noviembre de 1979, lo que obligó a cerrarlo durante 6 meses para su reparación.
En 1992 se adoptó el nombre de Centro Cultural Los Fundadores, esto debido a que en junio de 1991 se trasladó a estas instalaciones la Biblioteca Pública Municipal la cual funcionaba en los bajos del edificio de la Licorera. Posteriormente, en noviembre de 2004 la Biblioteca se trasladaría a las instalaciones donde funciona actualmente.
En el mismo año de 1992 se realizó otra remodelación consistente en convertir la Sala de Ensayos en una pequeña Sala para Cine con capacidad de 172 butacas, esta se llamó Cinema Fundadores, sala que se cerró definitivamente en octubre de 2003.      
Cabe anotar que la Beneficencia de Manizales debió cambiar de nombre en agosto del año 1991, para convertirse en EMSA (Empresa Municipal para La salud), empresa del orden municipal, industrial y comercial del estado. Esta empresa continuó administrando el Teatro Los Fundadores hasta agosto del año 2001 fecha en la cual y a través de un acuerdo municipal se entregó al recién creado Instituto de Cultura  y Turismo de Manizales (ambas entidades propiedad de la Alcaldía de Manizales), dicha entidad tuvo a cargo su administración hasta el 11 de enero de 2004, fecha en la que lo cerró mientras el concejo municipal debatía la conveniencia de convertirlo en un Centro Cultural y de Convenciones para lo que se decidió entregarlo a Infimanizales como propietario y efectuar la remodelación total para convertirlo en el Centro de Convenciones que es hoy.

## Espacios
La Sala Fundadores posee un sistema de amplificación profesional e iluminación escénica con la última tecnología, paneles acústicos, piano de cola, plataforma giratoria sobre el escenario, foso de orquesta, equipos especializados para videoconferencia en tiempo real, equipos para la reproducción de audiovisuales, pantalla gigante, edificio de tramoya y todos los servicios de telecomunicaciones. Sala de Teatro con edificio de tramoya, camerinos, sala de ensayos, silletería tipo abatible y baterías sanitarias. Ideal parta la presentación de espectáculos conciertos, recitales, graduaciones y eventos de gran formato. Con capacidad de 1.232 sillas es la sala principal ideal para todo  tipo de eventos.
El Salon de Eventos posee sonido e iluminación ambiental, equipos especializados para videoconferencia en tiempo real, equipos para la reproducción de audiovisuales y todos los servicios de telecomunicaciones. En este salón se encuentra ubicada la sala telemática para atender las personas en condición de discapacidad que no puedan acceder a las salas de los otros pisos. Sala ideal para reuniones, juntas, asambleas, almuerzos, desayunos, cenas, refrigerios, cócteles, reuniones sociales en general, posee un bacón a la calle, baterías sanitarias y cocina dotada.Capacidad 100 sillas tipo apilable o para eventos sociales montaje con sillas y mesas.
La Sala Cumanday tiene sonido e iluminación ambiental, equipos especializados para videoconferencia en tiempo real, equipos para la reproducción de audiovisuales, sistema de aire acondicionado y todos los servicios telecomunicaciones. Sala múltiple con posibilidad de dividirse en 2 o 3 salas más pequeñas, con papeles divisorios, espacio para muestras comerciales, baterías sanitarias y cocineta. Ideal para simposios, charlas académicas, capacitaciones, congresos, seminarios, juntas, asambleas, entre otros. Capacidad total de 260 sillas tipo universitario.
La Sala Oscar Naranjo cuenta con un sistema de amplificación, equipos especializados para videoconferencia en tiempo real, equipos para la reproducción de audiovisuales, sistema de aire acondicionado y todos los servicios telecomunicaciones, sala intermedia del CCCTF empleada para cócteles, recepciones sociales, charlas, simposios o pequeñas nuestras comerciales. Allí se desarrollan de manera permanente exposiciones artísticas, organizadas por el Museo de Arte de Caldas. Cuenta con una zona de acreditación, baterías sanitarias y cocineta, Capacidad de 300 sillas tipo apilable.
La Sala de Ensayos tiene Iluminación ambiental, paredes con espejos en su totalidad, barra para calentamiento y  practica de danza, piso en madera, espacio para las prácticas previas a la presentación de los espectáculos en la sala Fundadores, idónea para los ensayos de grupos artísticos que requieran realizar ensayos de danzas y otras  expresiones de baile, paredes con espejos en su totalidad, barra para calentamiento y  practica de danza y piso en madera, con capacidad para 50 personas.
El Auditorio Olimpia cuenta con un sistema de amplificación ambiental, diseñada para una excelente acústica, equipos especializados para videoconferencia en tiempo real, equipos para la reproducción de  audiovisuales, sistema de aire acondicionado y todos los servicios telecomunicaciones, sala tipo cinema especial para proyección de películas, documentales, congresos, seminario, clausuras, graduaciones, asambleas, cómodo hall de acceso que se utiliza para la realización de pequeñas muestras comerciales o certámenes sociales, tiene baterías sanitarias y cocineta, capacidad para 119 sillas tipo abatible